# Till Deymann

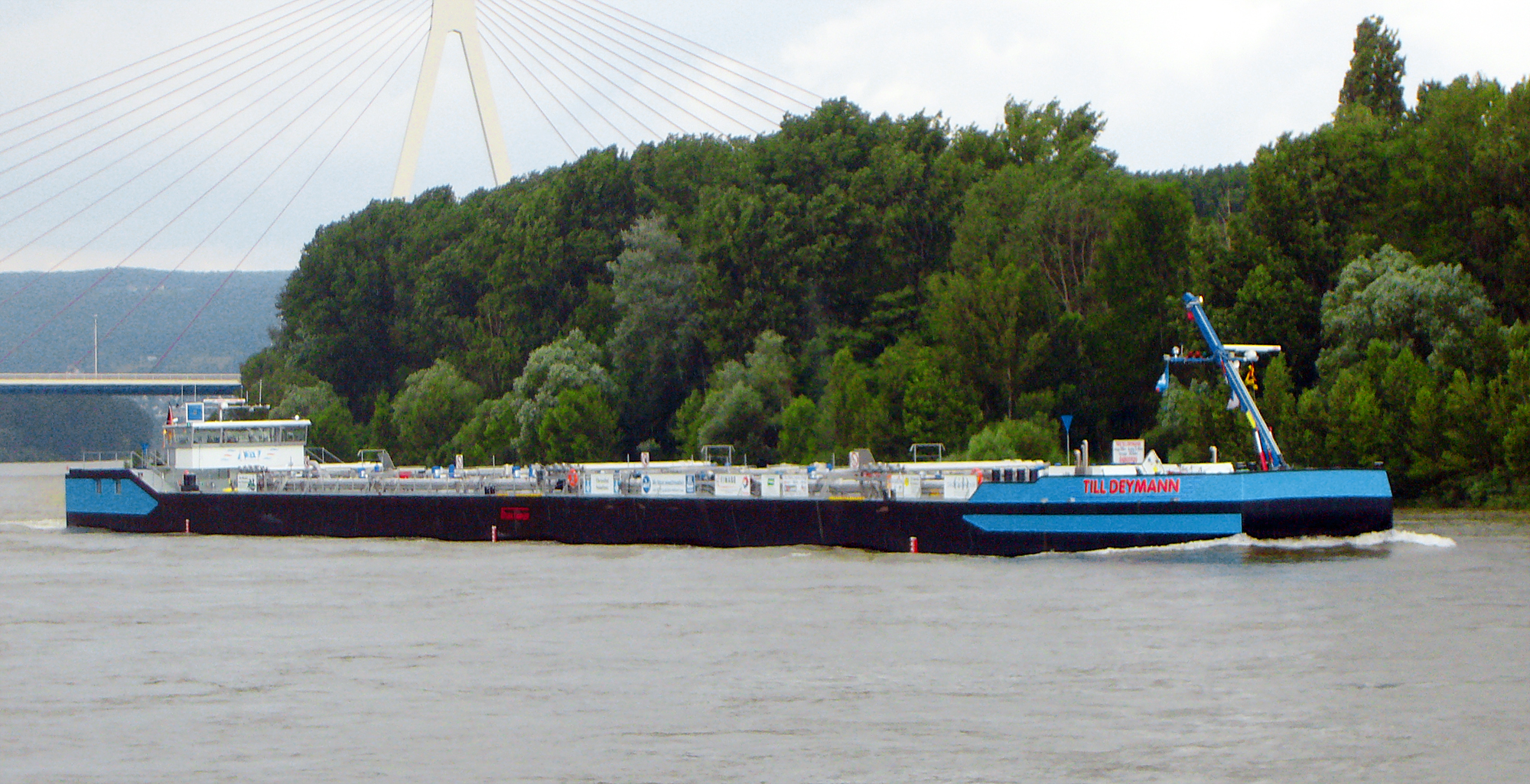
Futura-Tanker Till Deymann

Die Till Deymann ist ein Binnentankschiff der Harener Reederei Deymann. Es wurde 2007 von der holländischen Fachpresse als innovativster und umweltfreundlichster Tanker ausgezeichnet. Der Tanker gehört zum Schiffstyp Futura Carrier, der eine neuartige Rumpfform sowie Antriebskonzept besitzt und mit finanzieller Unterstützung des Bundesministeriums für Umwelt von der Firma New-Logistics GmbH entwickelt wurde. Die Till Deymann wurde im Dezember 2005 bei der ConMar-Werft in Brake auf Kiel gelegt und von der Kötter-Werft in Haren fertiggestellt. Am 1. Juni 2007 wurde das Schiff getauft.

## Bauart

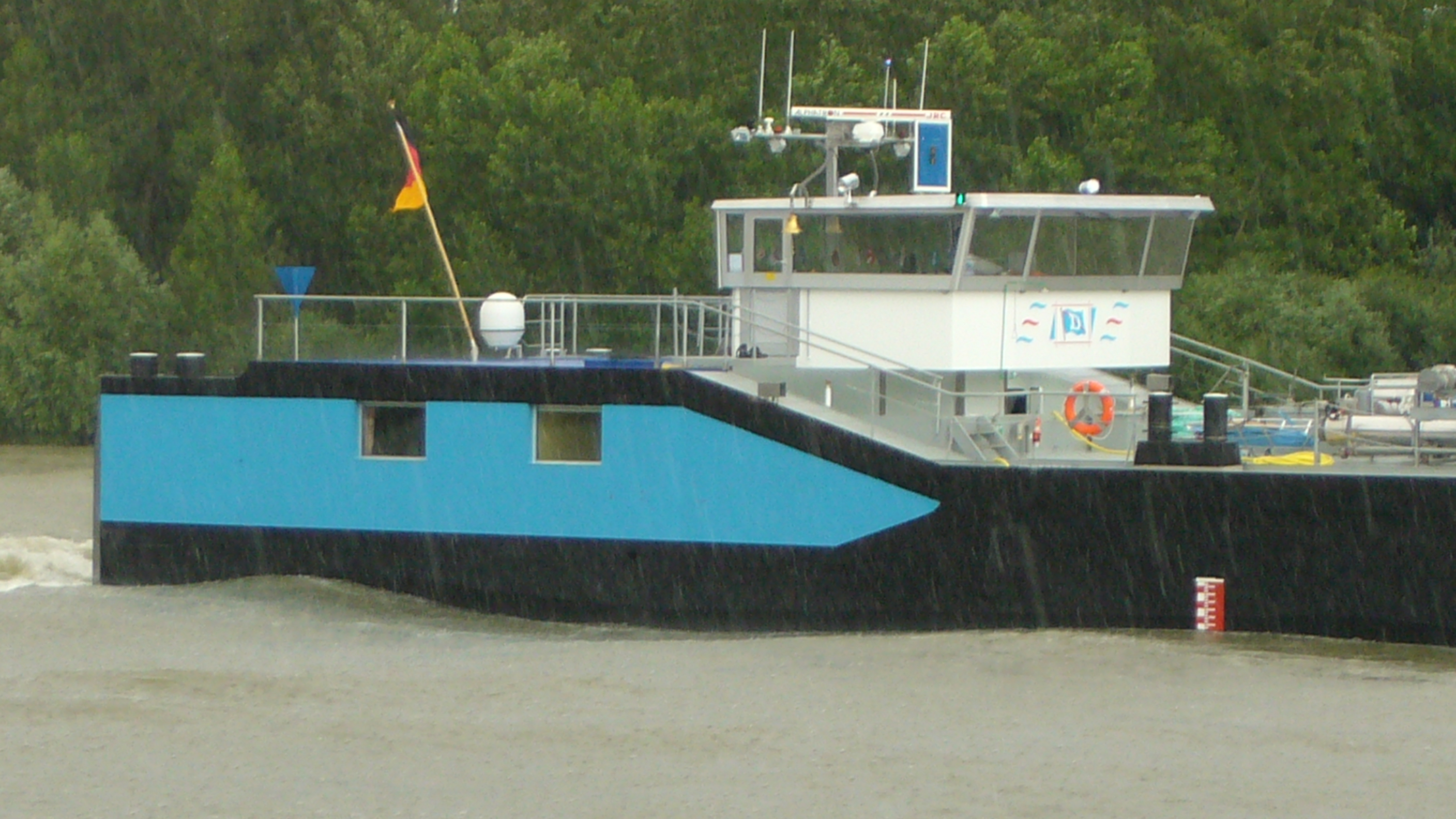
Achterschiff mit Wohnung und Ruderhaus

Wie die anderen Schiffe des Typs Futura Carrier ist die Till Deymann in Modulbauweise gebaut. Das Schiff hat außer dem versenkbaren Ruderhaus keine weiteren Aufbauten, die Unterkünfte für die Besatzung liegen unter Deck.
Auf Grund der neuartigen Rumpfform ist das Schiff in der Lage, bei gleichem Tiefgang mehr Ladung als ein gleich großes konventionelles Tankschiff zu befördern. Das Schiff ist ein Doppelhüllenschiff, das von vorn einem Katamaran ähnelt. Durch die spezielle Bugform ist es mit Hilfe einer Filtereinrichtung, die besonders kleine Luftblasen erzeugt, möglich, eine so genannte Luftschmierung unter dem Rumpf herzustellen. Das Schiff gleitet auf einem Luftfilm, der den Reibungswiderstand vermindert.
Der Antrieb erfolgt durch vier unabhängig voneinander arbeitenden HRP-Ruderpropeller, jeweils zwei am Bug und zwei am Heck. Dadurch ist das Schiff nach Angaben der Reederei besonders manövrierfähig. Die Antriebseinheiten können schnell komplett gewechselt werden, dadurch werden kurze Reparaturzeiten erreicht.

## Technische Daten
- Länge über alles 109,80 m
- Breite über alles 11,45 m
- Seitenhöhe bis Hauptdeck 5,15 m
- Tiefgang max. 3,75 m
- Ballasttiefgang 1,70 m
- Fixpunkt im Ballast 4,75 m
- Fixpunkt bei 2,50 m Tiefgang 4,00 m
- Zuladung max.:                3.326 t
- Laderauminhalt:               3.375 m³ bei 97 %
- neun Ladetanks
- neun Deepwellpumpen 100 m³/h zum Löschen der Ladung

## Antrieb
- Vier Ruderpropeller mit 1 m Schraubendurchmesser
- Vier Volvo Penta mit jeweils 331 kW
- zwei CAT-C4.4 Dieselgeneratoren mit je 107 kVA
- ein Dieselgenerator mit 250 kVA
- Geschwindigkeit:                10,5 km/h, beladen zu Berg, 18,0 km/h in stillem Gewässer
- Brennstofftank 60 m³
- Trinkwasser 15 m³
- Schmutzwasser 15 m³
- Ballasttank 1.300 m³

## Umweltschutz
Die Abgase werden wie bei modernen Kraftfahrzeugen gereinigt. Nach Angaben der Entwickler von New Logistics wird die Stickoxidemission, unter anderem durch Einspritzung von Harnstoff, um bis zu 70 Prozent reduziert. Des Weiteren soll ein Rußpartikelfilter 99 Prozent der Feinstaubpartikel zurückhalten. Durch die besondere Rumpfform wird starke Wellenbildung verhindert und somit die Ufer geschont. Auch trägt die Rumpfform und die Luftschmierung zu einer Treibstoffersparnis bei. Die Doppelhüllenbauweise verhindert den Austritt von Ladegut im Falle eines Lecks.